# Hunnewell (Missouri)
Pour les articles homonymes, voir Hunnewell.
Hunnewell est une ville du comté de Shelby, dans le Missouri, aux États-Unis,. Située au sud-est du comté, elle est incorporée en 1869.

## Démographie
Lors du recensement de 2010, la ville comptait une population de 184 habitants. Elle est estimée, en 2016, à 177 habitants.

### Source de la traduction
- (en) Cet article est partiellement ou en totalité issu de l’article de Wikipédia en anglais intitulé « Hunnewell, Missouri » (voir la liste des auteurs).